# De ijskoningin
De ijskoningin is het eerste stripalbum uit de Thorgal-reeks en behoort, samen met "Het eiland der bevroren zeeën" tot de cyclus van de "De koningin van de bevroren zeeën". Beide delen kunnen beschouwd worden als een pilotaflevering waarin de toon wordt gezet voor de gehele serie. 
Het album bestaat uit 2 verhalen. Het eerste verhaal De ijskoningin verscheen in 1977 in 5 delen in het stripblad Tintin/Kuifje. Het tweede verhaal Een hof van Eden verscheen in 1979 in datzelfde tijdschrift. Het tweede verhaal is een los verhaal. Dit album met beide verhalen verscheen in 1980 bij uitgeverij Le Lombard. Het album is getekend door Grzegorz Rosiński met scenario van Jean Van Hamme.

## De verhalen

### De ijskoningin
Aaricia, Thorgals geliefde, moet machteloos toezien dat Thorgal wordt vastgebonden aan een pilaar in zee door haar vader Gandalf-de-gek. Thorgal wordt evenwel bevrijd door een roodharige vrouw die als wederdienst vraagt haar een jaar te dienen. Nadat Thorgal voor haar de ringen van Freyr buitmaakt kunnen ze deze door een list rond de armen van Gandalf de gek doen, met wie de roodharige vrouw een rekening te vereffenen heeft. Gandalf is door deze betoverde armband gedwongen de vrouw te gehoorzamen en trekt mee met hen de bergen in. Gandalf weet te ontsnappen na een schermutseling met de Skalden maar wordt zwaargewond teruggevonden door Thorgal en de vrouw. Als ze Gandalf wil doden weerhoudt Thorgal haar en verdwijnt ze met een drakkar van ijs.

### Een hof van Eden
Thorgal valt met zijn paard in een gletsjerkloof. Als hij weer bijkomt blijken in deze gletsjer enkele jonge vrouwen te wonen. Ze beweren dat het leven in de tuin trager verloopt dan erbuiten, waardoor Thorgal al een jaar weg is. Skadia, de jongste van de drie, gelooft dit echter niet en vlucht samen met Thorgal. Eenmaal buiten gekomen veroudert Skadia razendsnel en bleek dat de andere vrouwen gelijk hadden.